# Висамяки
Висамяки (фин. Visamäki) — один из районов города Хямеэнлинна, является частью городского округа № 20 Канкаантауста (фин. Kankaantausta). Назван в честь холма, возвышающегося посреди земель входящих в состав района. Само финское слово «Visamäki» состоит из двух корней: «visa-» — твердая, декоративная древесина некоторых лиственных пород, например берёзы; и «mäki-» - холм, возвышенность.
На территории района расположены: центральный кампус университета прикладных наук HAMK, психиатрическая клиника, технологический и офисный центр Innopark, детский сад, магазин и прочие организации.

## История
На начало 1920-х годов территория района Висамяки в основном представляла из себя фермерские угодья и леса. Отдельные земли сельскохозяйственного назначения оставались в использовании вплоть до 2015 года, но позднее были застроены жилыми домами.
В 1930-х годах в южной части района была открыта окружная психиатрическая лечебница Хаттелмала (фин. Hattelmalan piirimielisairaala), обслуживающая город Хямеэнлинна и весь район Южного Хяме. Для строительства была выкуплена территория бывшей фермы площадью 500 гектаров. Самое первое здание было построено и введено в эксплуатацию в 1931 году по проекту архитектора Аулиса Калма (фин. Aulis Kalma). В 1950-х годах было проведено расширение больничного комплекса, достроены административные, жилые и хозяйственные здания. В настоящее время комплекс находится под государственной охраной и является архитектурным наследием.
В 1996 году на территории бывшей психиатрической лечебницы был открыт кампус университета прикладных наук HAMK.

## Объекты инфраструктуры
Через территорию района проходят государственные трассы 3 и 10. На территории района находятся кампус университета прикладных наук HAMK, психиатрическая клиника Хаттелмала, технологический и офисный центр Innopark, детский сад Хаттелмала, магазин K-Market, индийский ресторан, набережный ресторан Virveli, парикмахерская, автосалон, автомастерская и прочее.
Жилой фонд представлен в основном одно- и двухэтажными таунхаусами, многоэтажными панельными зданиями и частными домами. Большая часть жилой недвижимости находится в частном владении. А также в непосредственной близости от кампуса университета находятся студенческие общежития, принадлежащие городской организации HOPS. Основная часть студенческого жилья была построена в 1988—1991 годах, в некоторых зданиях были обнаружены проблемы с внутренним микроклиматом, а именно с влажностью, плесенью и микробами. Новые общежития были построены и введены в эксплуатацию в 2017 году.